# 阿爾派恩 (科羅拉多州)
阿爾派恩（英語：Alpine）是位於美國科羅拉多州里奧格蘭德縣的一個人口普查指定地區。

## 地理
阿爾派恩的座標為37°41′21″N 106°35′20″W / 37.68917°N 106.58889°W，而該地最高點為海拔高度2526米（即8287英尺）。

## 人口
根據2010年美國人口普查的數據，阿爾派恩的面積為2.721平方千米，均爲陸地。當地共有人口174人，而人口密度為每平方千米63人。